# Italiaanse Grondwet
De huidige Italiaanse Grondwet, officieel de Grondwet van de Italiaanse Republiek (Italiaans: Costituzione della Repubblica Italiana), dateert van 1948. In reactie op de dictatuur van Benito Mussolini werd een grondwet opgesteld waarin werd gesteld dat er veel controlemechanismen tussen de verschillende overheidsorganen moesten zijn. Dit gaat zover dat critici stellen dat dit systeem weinig effectief is.
Na een aantal politieke stormen begin jaren 90 kwam er meer vraag naar een nieuwe grondwet of ten minste een grondige herziening van de huidige. Omdat de politieke klasse geen consensus kon vinden over de teksten die gewijzigd moesten worden is de praktijk weinig veranderd.